# Bregninge Sogn (Kalundborg Kommune)
 For alternative betydninger, se Bregninge Sogn. (Se også artikler, som begynder med Bregninge Sogn)
Bregninge Sogn var et sogn i Kalundborg Provsti (Roskilde Stift). Sognet blev nedlagt 1. januar 2020 ved sammenlægning med Bjergsted Sogn og Alleshave Sogn til Bregninge-Bjergsted-Alleshave Sogn.
I 1800-tallet var Bjergsted Sogn anneks til Bregninge Sogn. Begge sogne hørte til Skippinge Herred i Holbæk Amt. Bregninge-Bjergsted sognekommune blev ved kommunalreformen i 1970 indlemmet i Bjergsted Kommune, der ved strukturreformen i 2007 indgik i Kalundborg Kommune.
Alleshave Kirke blev omkring 1928 indviet som filialkirke til Bregninge Kirke. Alleshave blev så et kirkedistrikt i Bregninge Sogn. I 2010 blev Alleshave Kirkedistrikt udskilt som det selvstændige Alleshave Sogn.